# Зілінський Володимир Павлович
Володимир Павлович Зілінський (29 липня 1928, с. Гадинківці, Польща — 8 червня 2006, м. Мостиська, Україна) — український фольклорист, краєзнавець громадський діяч, член-кореспондент Інституту мистецтв, фольклористики та етнології ім. М. Рильського НАН України. Учасник бойових дій УПА. Депутат Мостиської районної ради (1994—1998). Член Конгресу українських націоналістів.

## Життєпис
Володимир Зілінський народився 29 липня 1928 року у селі Гадинківцях, нині Копичинецької громади Чортківського району Тернопільської области України.
Закінчив Чернівецький індустріальний технікум (1951), Львівський учительський та політехнічний (1958) інститути. Працював на виробництві (1951—1967), в системі народної освіти (1967—1993).

## Доробок
Зібрав близько 800 народних пісень, 350 коломийок, більше 1000 прислів'їв та приказок у Тернопільській, Львівській, Чернівецький областях. Публікації у журналах і етнографічних збірниках. Учасник 1-го і 2-го республіканського з'їздів фольклористів у Києві (1957, 1987).
Автор понад 50 мелодій пісень на слова українських поетів, більше 60 нарисів про визвольну боротьбу 1944—1952 років, зібрав матеріал про 800 вояків УПА. Упорядкував і видав книги «В борні за волю України» (2003), збірку пісень «Віночок пам'яті» (2000) і «Сім струн» (2001).
Від 1992 — голова районної організації товариства «Меморіал» ім. В. Стуса у м. Мостиська Львівської области.

## Нагороди
- орден «За вірність» ім. В. Стуса (2003),
- медалі «10 років незалежності України», «10 років Конгресу українських націоналістів»,
- відзнака Президента України.